# Argun (řeka)
Argun (rusky Аргун, gruzínsky არღუნი, čečensky Орг, na horním toku ЧІаьнтий-Орг) je řeka v Gruzii (kraj Mccheta-Mtianetie, historická oblast Chevsuretie) a v Čečenské autonomní republice Ruské federace. Řeka je dlouhá 148 km a její povodí má rozlohu 3390 km².

## Původ názvu
Čečenské slovo „Orga“ (Орга) znamená „úzká hluboká soutěska“, „proláklina“. Současně lze toto slovo vysvětlit jako hydronymum, odvozené z výrazu „ark“ či „arg“, znamenajícího v čečenském horském nářečí „řeka“.

## Průběh toku
Argun pramení na jižních svazích Velkého Kavkazu nedaleko průsmyku Medvědího kříže. V horní části protéká hlubokými údolími a přitékají do něho toky, odvodňující severní svahy a ledovce Velkého Kavkazu. Mezi vesnicí Šatili a hranicí s Čečenskem je největším pravostranným přítokem Argunu 18 km dlouhá řeka Andaki.

Na čečenském území řeka Argun protéká okresy Galan-Čož, Itum-Kali, Šatoj, Groznyj a Šali. Na horním toku má tato řeka, zde známá pod názvem Čanty-Argun, velké množství větších i menších přítoků. Poblíž zřícenin pevnosti Coj-Peda do něj přitéká od západu z historické oblasti Malchisty ledovcová řeka Meši (Меши-Хи, Меше-Хи). Kromě mnoha desítek říček a potoků lze v úseku od Coj-Pedy až po soutok s pravostranným přítokem Cheldichoj-Erk v Itum-Kali jmenovat například přítoky Majstichi, Gešichu, Bora, Kokčichu, Tongchajark a Kerigo.

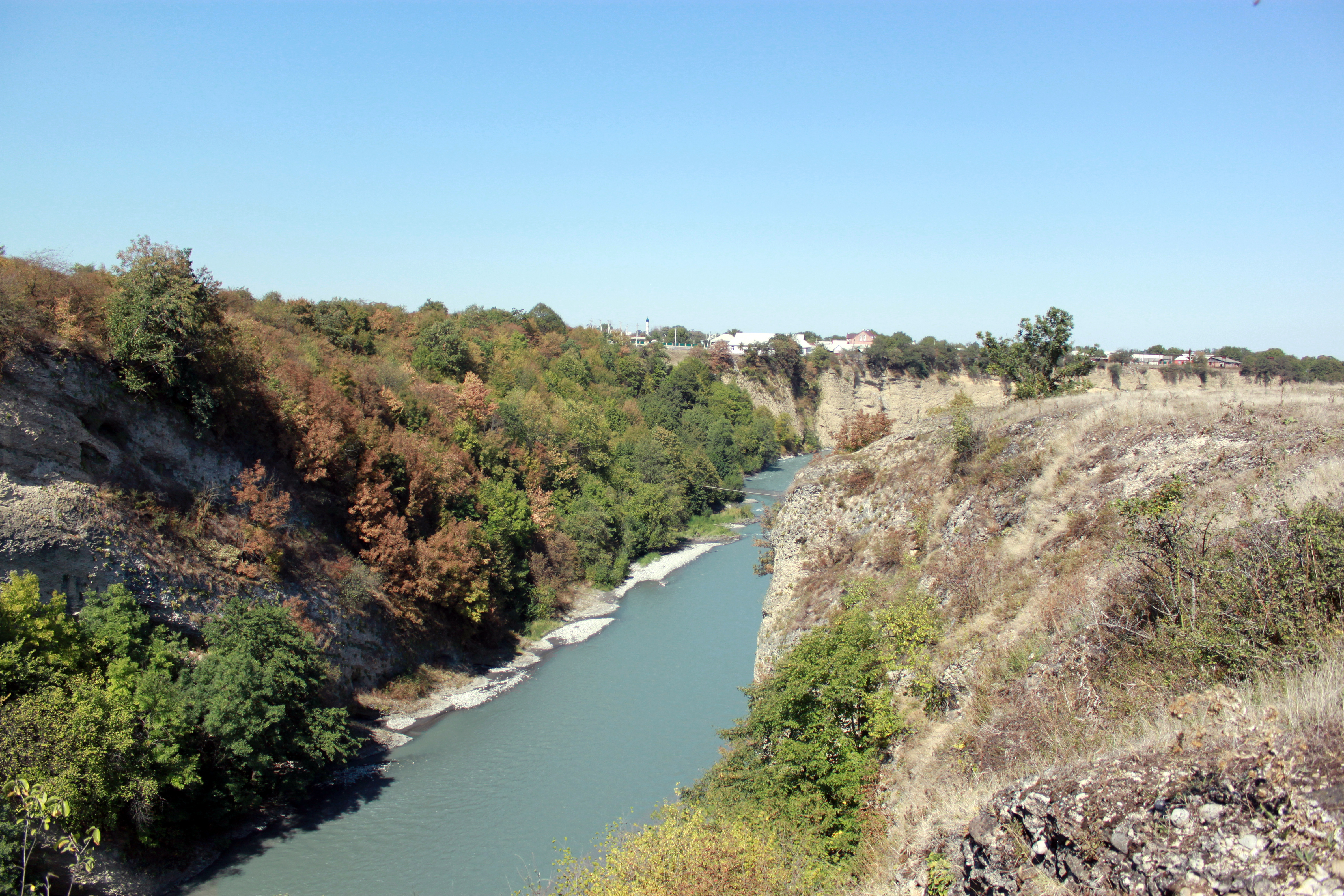
Argun u Duba-Jurtu

Tok řeky Argunu pokračuje dále Argunskou soutěskou až k okresnímu středisku Šatoji a kolem obcí Zony a Jaryš-Mardy ke vsi Čišky, kde se spojuje s Šaro-Argunem, přitékajícím z horských oblastí na jihovýchodě Čečenska. Po soutoku pokračuje soutěskou k tzv. Argunským vratům u Duba-Jurtu. Odtud pak již teče po rovině k městu Argun a dále k soutoku s řekou Sunžou u obce Iljinskaja. Na tomto posledním úseku tvoří Argun přírodní hranici mezi okresy Groznyj a Šali.

## Vodní stav
Zdroj vody je smíšený. Řeka celoplošně nezamrzá.

## Využití
Soutěskou řeky Argun vedla od starověku cesta, spojující Předkavkazsko s oblastí Chevsuretie. Horské území v okolí Argunské soutěsky bylo od pradávna sídlem etnik, jejichž kultura, náboženství a tradice se mj. promítly nejen do místní toponymie a jazyka, ale i do podoby památek zdejší středověké architektury, reprezentované zejména četnými horskými pevnostmi a stavbami obranných, obytných a strážních věží.